# Kunstrijden op de Olympische Winterspelen 2014
Het kunstrijden is een van de drie disciplines binnen de Olympische sport schaatsen die beoefend werden tijdens de Olympische Winterspelen 2014 in Sotsji. Er werd om de medailles gestreden in de vier traditionele categorieën (mannen en vrouwen solo, paren en ijsdansen) en in de landenwedstrijd, het onderdeel dat voor het eerst op het olympisch programma staat.
De wedstrijden vonden plaats van 6 februari tot en met 20 februari. Op 22 februari werd het kunstrijden traditioneel afgesloten met het Gala. Alle wedstrijden werden verreden in de Iceberg Schaatspaleis in het Olympisch Park.
De titelhouders zijn Evan Lysacek (Verenigde Staten) bij de mannen en Kim Yu-na (Zuid-Korea) bij de vrouwen. Bij de paren zijn dit Shen Xue en Zhao Hongbo uit China en bij het ijsdansen het Canadese koppel Tessa Virtue en Scott Moir.

## Medailles
| Onderdeel  | Goud | Goud | Zilver | Zilver | Brons | Brons |
| ---------- | --- | --- | --- | --- | --- | --- |
| Mannen     | JPN | Yuzuru Hanyu | CAN | Patrick Chan | KAZ | Denis Ten |
| Vrouwen    | RUS | Adelina Sotnikova | KOR | Kim Yu-na | ITA | Carolina Kostner |
| Paren      | RUS | Tatjana Volosozjar Maksim Trankov | RUS | Ksenia Stolbova Fjodor Klimov | GER | Aliona Savchenko Robin Szolkowy                                                                                                   |
| IJsdansen  | USA | Meryl Davis Charlie White | CAN | Tessa Virtue Scott Moir | RUS | Jelena Ilinych Nikita Katsalapov                                                                                                  |
| Landenteam | Rusland Jevgeni Pljoesjtsjenko Joelia Lipnitskaja Tatjana Volosozjar / Maksim Trankov Ksenia Stolbova / Fjodor Klimov Jekaterina Bobrova / Dmitri Solovjov Jelena Ilinych / Nikita Katsalapov | Rusland Jevgeni Pljoesjtsjenko Joelia Lipnitskaja Tatjana Volosozjar / Maksim Trankov Ksenia Stolbova / Fjodor Klimov Jekaterina Bobrova / Dmitri Solovjov Jelena Ilinych / Nikita Katsalapov | Canada Patrick Chan Kevin Reynolds Kaetlyn Osmond Meagan Duhamel / Eric Radford Kirsten Moore-Towers / Dylan Moscovitch Tessa Virtue / Scott Moir | Canada Patrick Chan Kevin Reynolds Kaetlyn Osmond Meagan Duhamel / Eric Radford Kirsten Moore-Towers / Dylan Moscovitch Tessa Virtue / Scott Moir | Verenigde Staten Jeremy Abbott Jason Brown Ashley Wagner Gracie Gold Marissa Castelli / Simon Shnapir Meryl Davis / Charlie White | Verenigde Staten Jeremy Abbott Jason Brown Ashley Wagner Gracie Gold Marissa Castelli / Simon Shnapir Meryl Davis / Charlie White |

### Medaillespiegel
| Plaats | Land             | NOC    | Goud | Zilver | Brons | Totaal |
| ------ | ---------------- | ------ | ---- | ------ | ----- | ------ |
| 1      | Rusland          | RUS    | 3    | 1      | 1     | 5      |
| 2      | Verenigde Staten | USA    | 1    | 0      | 1     | 2      |
| 3      | Japan            | JPN    | 1    | 0      | 0     | 1      |
| 4      | Canada           | CAN    | 0    | 3      | 0     | 3      |
| 5      | Zuid-Korea       | KOR    | 0    | 1      | 0     | 1      |
| 6      | Duitsland        | GER    | 0    | 0      | 1     | 1      |
| "      | Italië           | ITA    | 0    | 0      | 1     | 1      |
| "      | Kazachstan       | KAZ    | 0    | 0      | 1     | 1      |
| Totaal | Totaal           | Totaal | 5    | 5      | 5     | 15     |

## Wedstrijdschema
| Datum       | Lokale tijd | MET   | Onderdeel                 |
| ----------- | ----------- | ----- | ------------------------- |
| 6 februari  | 19:30       | 16:30 | Team: Korte kür paren     |
| 6 februari  | 19:30       | 16:30 | Team: Korte kür mannen    |
| 8 februari  | 18:30       | 15:30 | Team: Korte kür ijsdansen |
| 8 februari  | 18:30       | 15:30 | Team: Korte kür vrouwen   |
| 8 februari  | 18:30       | 15:30 | Team: Vrije kür paren     |
| 9 februari  | 19:30       | 16:30 | Team: Vrije kür mannen    |
| 9 februari  | 19:30       | 16:30 | Team: Vrije kür ijsdansen |
| 9 februari  | 19:30       | 16:30 | Team: Vrije kür vrouwen   |
| 11 februari | 19:00       | 16:00 | Korte kür paren           |
| 12 februari | 19:45       | 16:45 | Vrije kür paren           |
| 13 februari | 19:00       | 16:00 | Korte kür mannen          |
| 14 februari | 19:00       | 16:00 | Vrije kür mannen          |
| 16 februari | 19:00       | 16:00 | Korte kür ijsdansen       |
| 17 februari | 19:00       | 16:00 | Vrije kür ijsdansen       |
| 19 februari | 19:00       | 16:00 | Korte kür vrouwen         |
| 20 februari | 19:00       | 16:00 | Vrije kür vrouwen         |
| 22 februari | 20:30       | 17:30 | Gala                      |

## Kwalificatie

### Quota
Door het Internationaal Olympisch Comité is bepaald dat er maximaal 148 atleten mee mogen doen met het kunstrijden op de Olympische Winterspelen 2014. Dertig bij de mannen en bij de vrouwen, twintig bij de paren (40 atleten) en vierentwintig bij het ijsdansen (48 atleten). Daarnaast kwalificeerden de tien beste landen volgens de uitslagen in 2012 en 2013 zich voor de teamwedstrijd. Voor de landenwedstrijd mogen alleen atleten uitkomen die al bij individuele onderdelen gekwalificeerd zijn. Wanneer een land uit de teamwedstrijd op een van de onderdelen geen kwalificatieplaats heeft mag dit land een atleet/paar extra sturen om het gat op te vullen. Zodoende kan het totaal aantal atleten boven 148 uitkomen.
Naast het maximale quota gesteld door het IOC mogen de Nationaal Olympisch Comités van de landen maximaal achttien atleten (negen mannen en negen vrouwen) deel laten nemen aan de Olympische Spelen.

### Proces
Kwalificatie vond niet plaats op individuele basis, maar via het NOC van een land. Landen konden tijdens de wereldkampioenschappen kunstrijden 2013 en de Nebelhorn Trophy 2013 startplaatsen verdienen. Dit waren tevens de enige twee mogelijkheden om deze plaatsen te verdienen. Tijdens de wereldkampioenschappen konden NOC's twee of drie plaatsen verdienen.
Tijdens de wereldkampioenschappen werden zodoende vierentwintig plaatsen vergeven bij de individuele wedstrijden, zestien bij de paren en negentien bij het ijsdansen. De overige plaatsen werden bij de Nebelhorn Trophy vergeven. Hier konden alleen landen die nog geen startplaats via het WK (per onderdeel) hadden bemachtigd alsnog maximaal een startplaats verdienen. Rusland had als gastland automatisch een startplaats per onderdeel mogen invullen indien dit via de kwalificatieprocedure niet was bereikt.

### Gekwalificeerde landen
| Landen             | Mannen | Vrouwen | Paren | IJsdansen | Teams | Atleten |
| ------------------ | ------ | ------- | ----- | --------- | ----- | ------- |
| Canada             | 3      | 2       | 3     | 3         | 1     | 17      |
| Rusland            | 1      | 2       | 3     | 3         | 1     | 15      |
| Verenigde Staten   | 2      | 3       | 2     | 3         | 1     | 15      |
| Frankrijk          | 2      | 1       | 2     | 2         | 1     | 11      |
| Italië             | 1      | 2       | 2     | 2         | 1     | 11      |
| Duitsland          | 1      | 1       | 2     | 2         | 1     | 10      |
| China              | 1      | 2       | 2     | 1         | 1     | 9       |
| Japan *            | 3      | 3       | 0     | 1         | 1     | 8       |
| Oekraïne           | 1      | 1       | 1     | 1         | 1     | 6       |
| Groot-Brittannië * | 0      | 1       | 1     | 1         | 1     | 5       |
| Australië          | 1      | 1       | 0     | 1         |       | 4       |
| Estland            | 1      | 1       | 1     | 0         |       | 4       |
| Spanje             | 2      | 0       | 0     | 1         |       | 4       |
| Israël             | 1      | 0       | 1     | 0         |       | 3       |
| Tsjechië           | 2      | 1       | 0     | 0         |       | 3       |
| Zuid-Korea         | 0      | 3       | 0     | 0         |       | 3       |
| Azerbeidzjan       | 0      | 0       | 0     | 1         |       | 2       |
| Oostenrijk         | 1      | 1       | 0     | 0         |       | 2       |
| Kazachstan         | 2      | 0       | 0     | 0         |       | 2       |
| Letland            | 0      | 0       | 0     | 1         |       | 2       |
| Turkije            | 0      | 0       | 0     | 1         |       | 2       |
| Zweden             | 1      | 1       | 0     | 0         |       | 2       |
| België             | 1      | 0       | 0     | 0         |       | 1       |
| Brazilië           | 0      | 1       | 0     | 0         |       | 1       |
| Filipijnen         | 1      | 0       | 0     | 0         |       | 1       |
| Georgië            | 0      | 1       | 0     | 0         |       | 1       |
| Noorwegen          | 0      | 1       | 0     | 0         |       | 1       |
| Oezbekistan        | 1      | 0       | 0     | 0         |       | 1       |
| Roemenië           | 1      | 0       | 0     | 0         |       | 1       |
| Slowakije          | 0      | 1       | 0     | 0         |       | 1       |
| Totaal             | 30     | 30      | 20    | 24        | 8     | 148     |

* Op basis van de deelname van Groot-Brittannië en Japan in de landenwedstrijd, neemt er een mannelijke solist uit Groot-Brittannië en een paar uit Japan extra deel.
Londen 1908 · 
Antwerpen 1920 · 
Chamonix 1924 · 
St. Moritz 1928 · 
Lake Placid 1932 · 
Garmisch-Partenkirchen 1936 · 
St. Moritz 1948 · 
Oslo 1952 · 
Cortina d'Ampezzo 1956 · 
Squaw Valley 1960 · 
Innsbruck 1964 · 
Grenoble 1968 · 
Sapporo 1972 · 
Innsbruck 1976 · 
Lake Placid 1980 · 
Sarajevo 1984 · 
Calgary 1988 · 
Albertville 1992 · 
Lillehammer 1994 · 
Nagano 1998 · 
Salt Lake City 2002 · 
Turijn 2006 · 
Vancouver 2010 · 
Sotsji 2014 · 
Pyeongchang 2018 · 
Peking 2022
Olympische medaillewinnaars
Alpineskiën · Biatlon · Bobsleeën · Curling · Freestyleskiën · Kunstrijden · Langlaufen · Noordse combinatie · Rodelen · Schaatsen · Schansspringen · Shorttrack · Skeleton · Snowboarden · IJshockey